# Ja'akov Rechter
Ja'akov Rechter (hebrejsky יעקב רכטר‎; 14. června 1924 v Tel Avivu, Britský mandát Palestina – 26. února 2001 v Herzliji, Izrael) byl izraelský architekt a nositel Izraelské ceny.

## Životopis

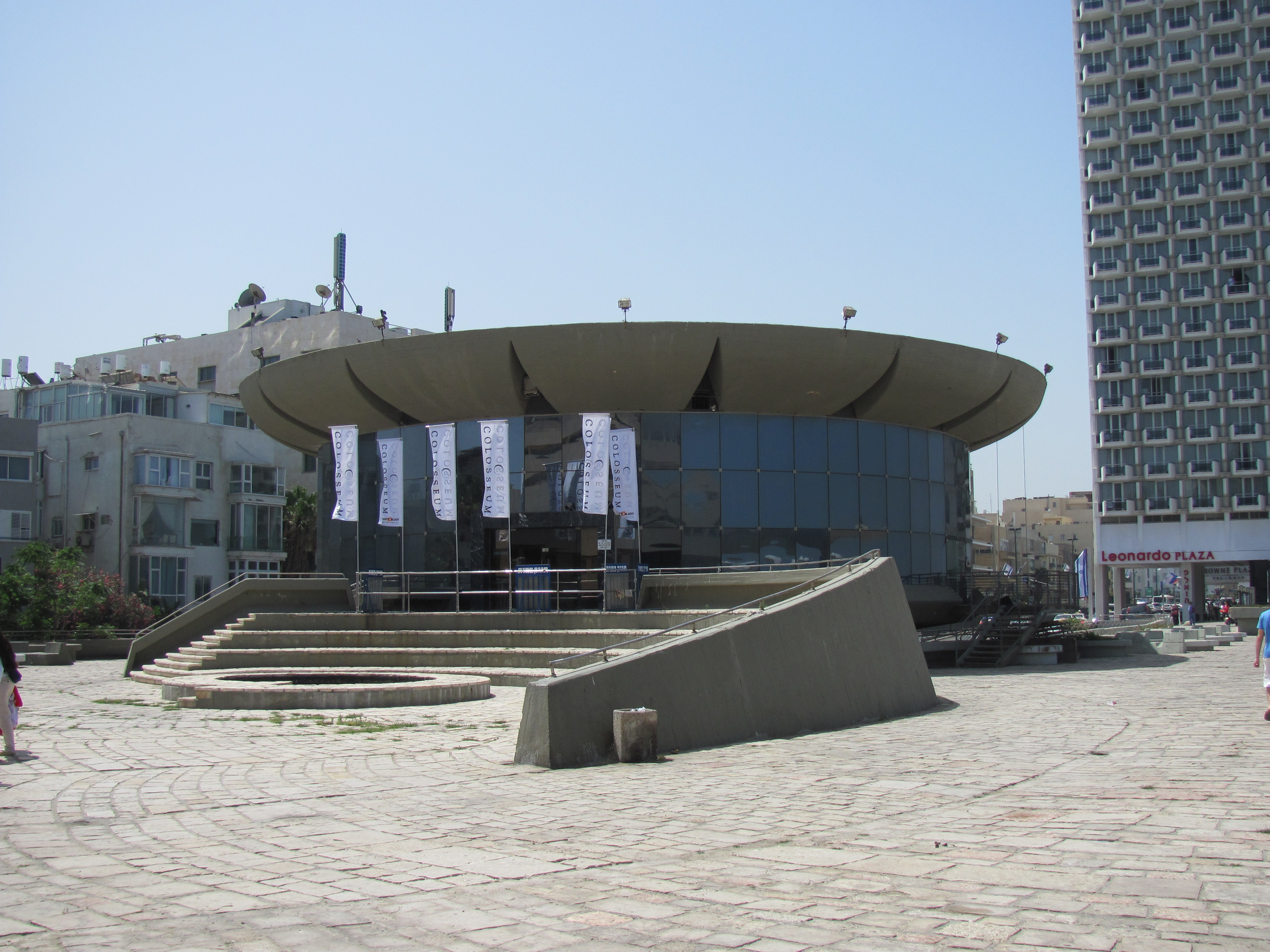
Atarimské náměstí v Tel Avivu, navrženo v roce 1975

Rechter se narodil Paule Singer a architektu Ze'evu Rechterovi 14. června 1924 v Tel Avivu. Vyrůstal v domě svého otce, který sloužil jako kulturní centrum v Tel Avivu. Vystudoval architekturu na Technionu – Izraelský technologický institut v Haifě. V roce 1952 nastoupil do architektonické kanceláře svého otce. Rechter byl dvakrát ženatý: se Sarou Šafir a s herečkou Chanou Maron. Je otcem pěti dětí: hudebníka Joniho Rechtera, filozofky Ofry Rechter, ilustrátora Michala Lojta, architekta Amnona Rechtera a herečky Dafne Rechter.

## Významné stavby
- Kongresové centrum Hejchal ha-Tarbut, Tel Aviv, 1957[7]
- Telavivské muzeum umění, 1952–1959
- Herzlijské muzeum moderního umění, 1975[8]
- Telavivské centrum múzických umění, 1994
- Atarimské náměstí, Tel Aviv, 1975[9]
- Ústřední knihovna, kampus Hebrejské univerzity v Jeruzalémě na hoře Skopus, 1981
- Karmelská nemocnice, Haifa[10]
- Divadlo Kameri, Tel Aviv
- Kaplanova nemocnice v Rechovotu, 1953[11]

### Hotely

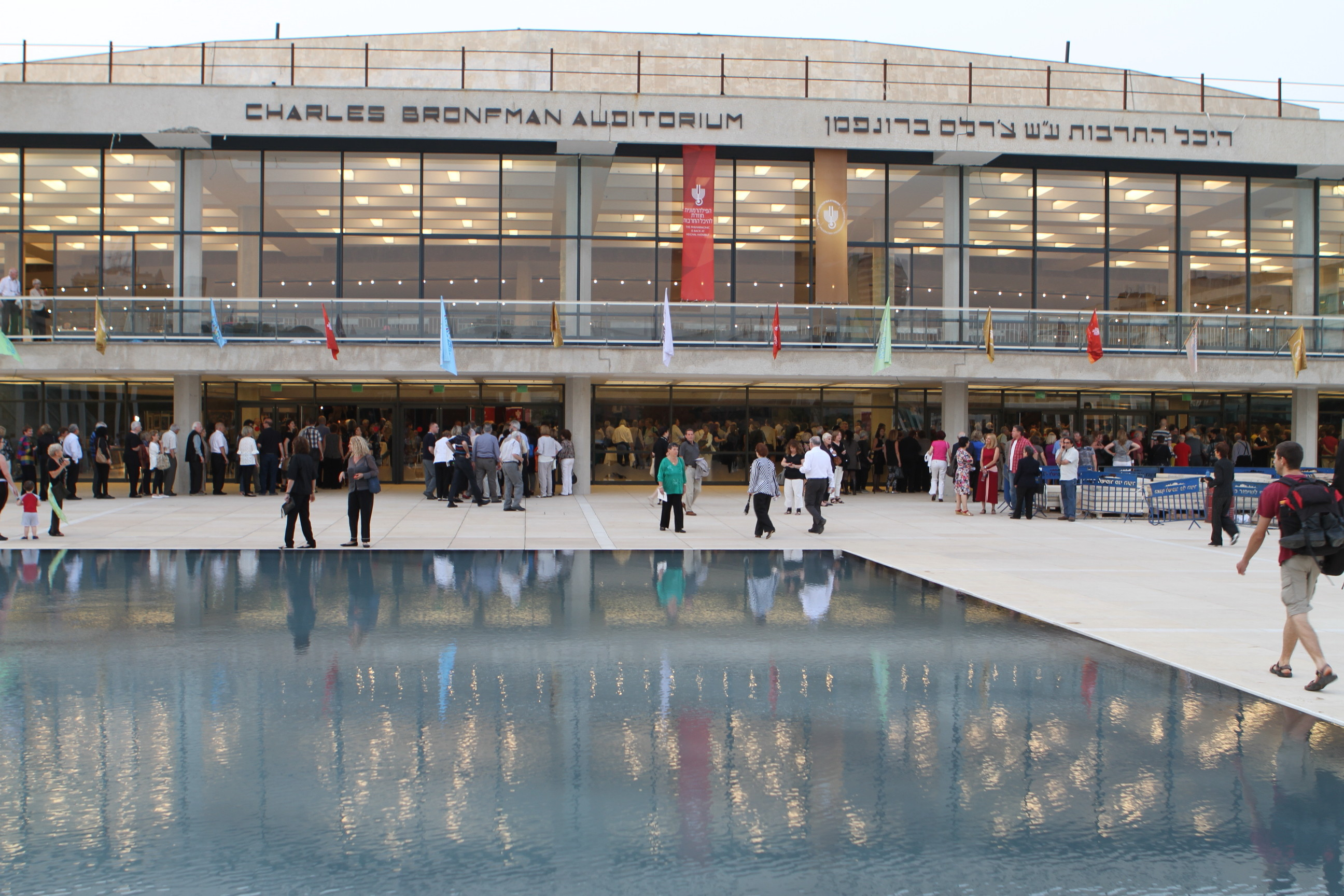
Kongresové centrum Hejchal ha-Tarbut

- Hašaron, 1961
- Hilton v Tel Avivu, 1965
- Herods v Tel Avivu, 1972[12]
- Hilton v Jeruzalémě, 1974[13]
- Šeraton v Tel Avivu, 1977
- Carlton v Tel Avivu, 1980[14]

- Holiday Inn v Aškelon, 1998[15]

## Ocenění
- Izraelská cena za architekturu – za návrh sanatoria Mivtačim v Zichron Ja'akovu, 1972.[16]Hotel Holiday Inn v Aškelonu, navrženo v roce 1998

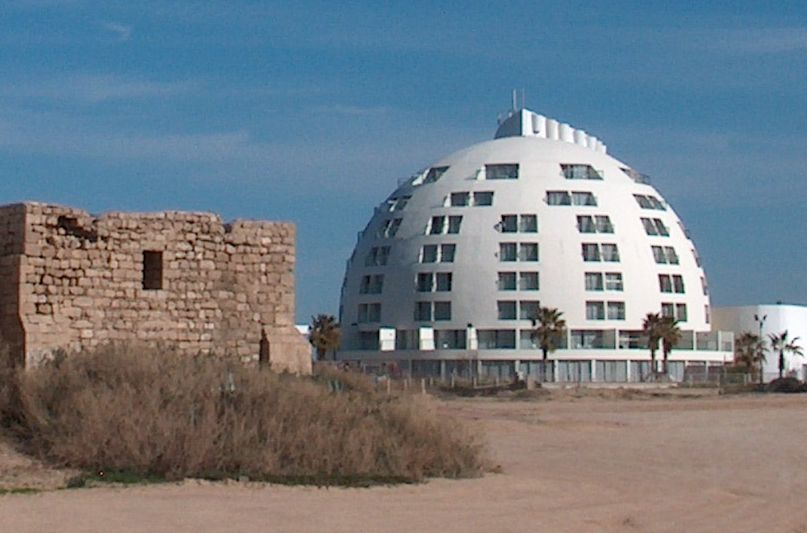
Hotel Holiday Inn v Aškelonu, navrženo v roce 1998